# Union von Lublin

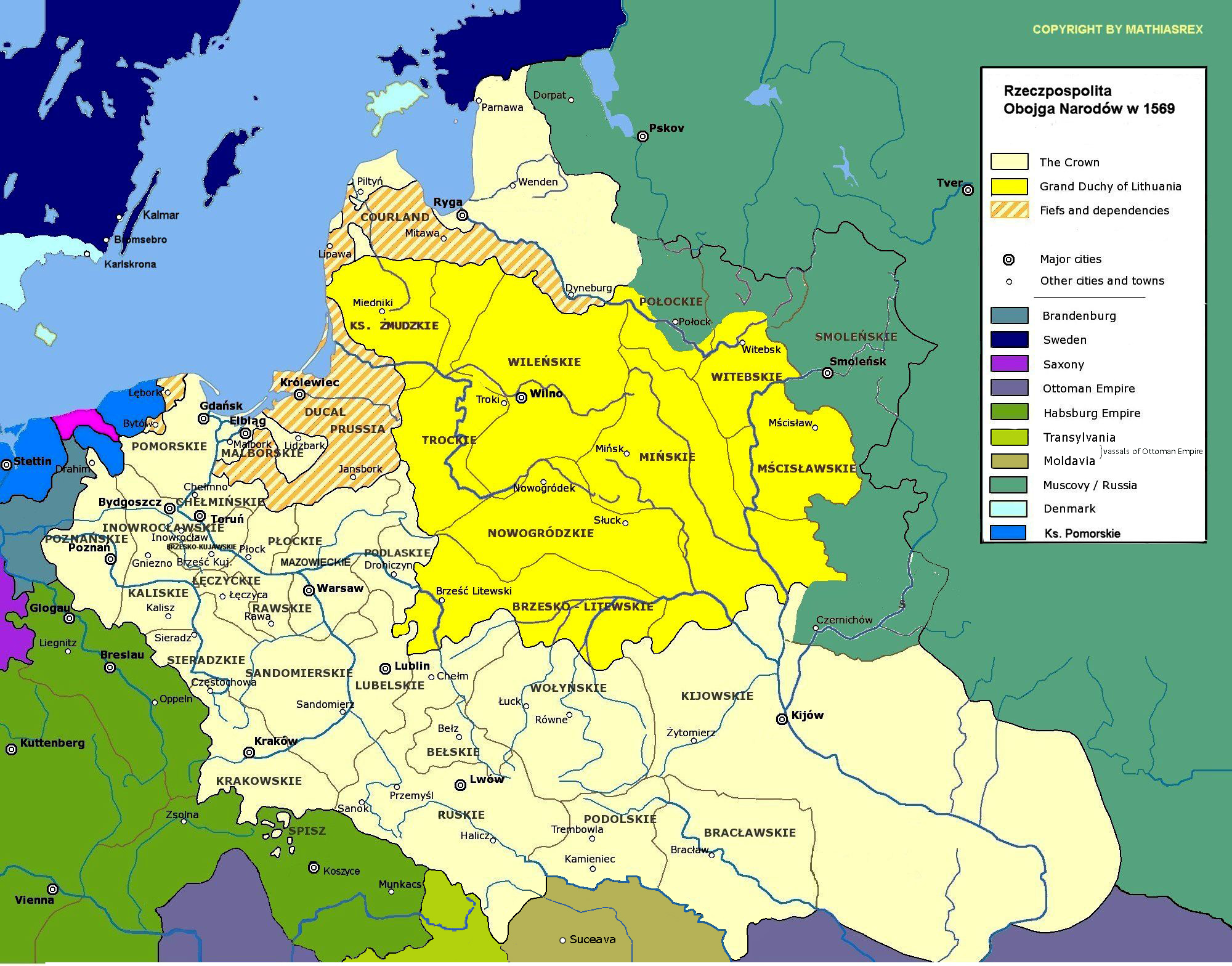
Adelsrepublik der Lubliner Union 1569. Farblich abgehoben: Litauen (nicht königlich, sondern großfürstlich) und die beiden der Union nur als Lehen unterstehenden Herzogtümer Preußen und Kurland

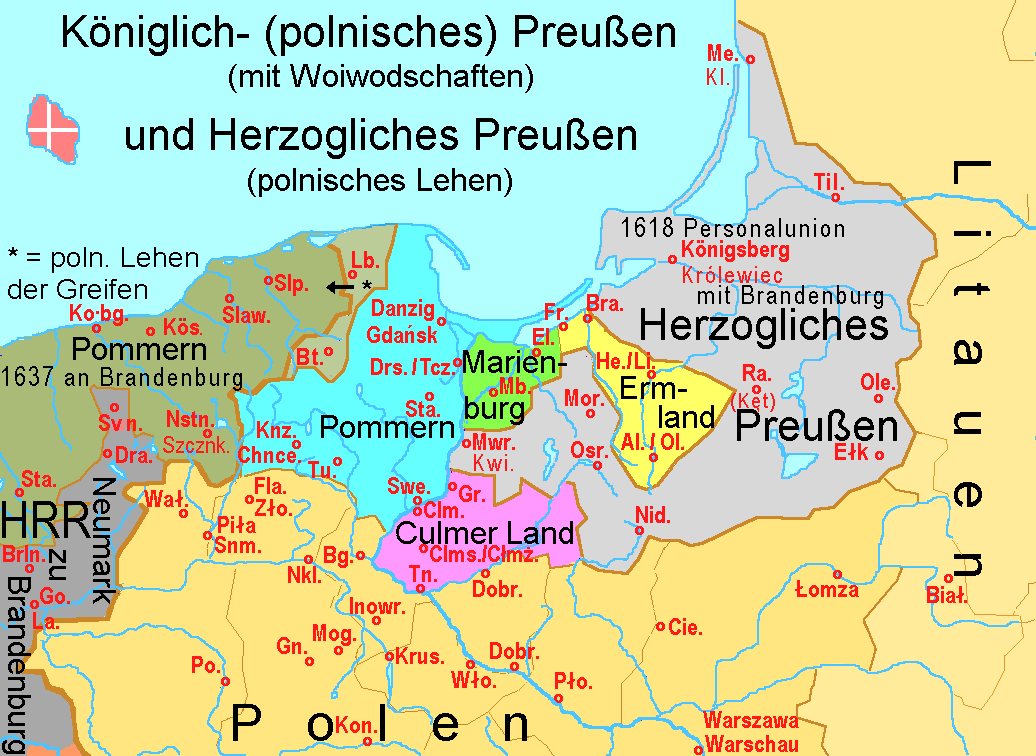
Preußen (1466 bis 1772)

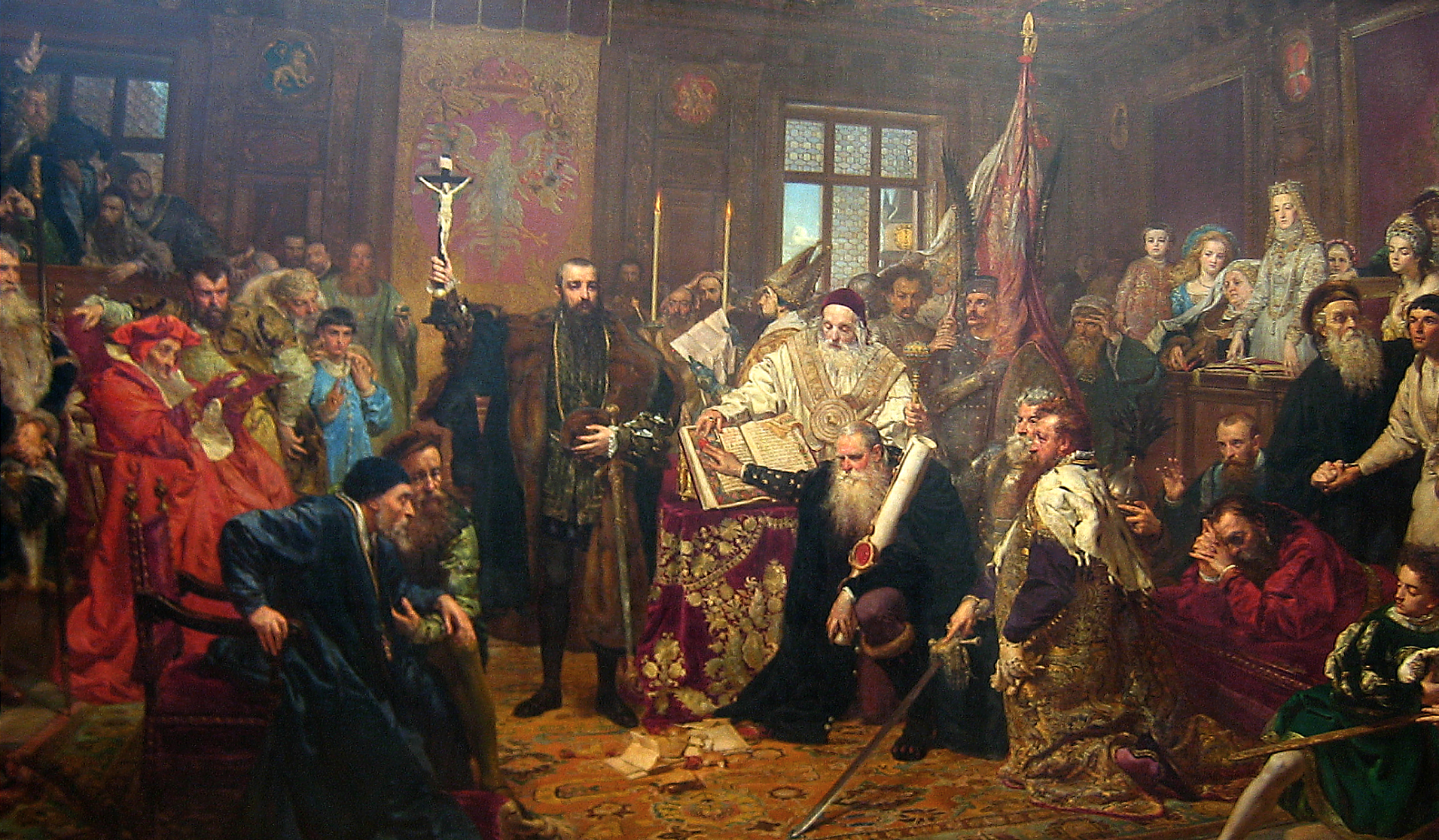
Lubliner Union, Historienbild des 19. Jahrhunderts von Jan Matejko

Die Union von Lublin oder Lubliner Union begründete 1569 die polnisch-litauische Adelsrepublik (auch Polen-Litauen oder Rzeczpospolita genannt).
Zu den Gründen der Union von Lublin zählt, dass das Großfürstentum Litauen im Livländischen Krieg gegen Russland am Rande einer militärischen und politischen Katastrophe stand und einen engeren Schulterschluss mit dem Königreich Polen suchte. Die Gründung der Adelsrepublik (Rzeczpospolita) und die Einführung der Wahlmonarchie boten zudem die Gelegenheit, die durch die Kinderlosigkeit des Königs Sigismund II. August drohende Auflösung der seit knapp 200 Jahren bestehenden Personalunion beider Staaten zu kompensieren.

## Geschichte
Vom 10. Januar bis zum 12. August 1569 tagte der von ihm einberufene Sejm in Lublin. Nach zahlreichen recht stürmischen Sitzungen wurde vom polnischen und litauischen Adel, in Anbetracht des absehbaren Erlöschens der Herrscherdynastie der Jagiellonen und der außenpolitischen Lage, die Umwandlung der bis dahin in Personalunion miteinander verbundenen Staaten, Königreich Polen, Großfürstentum Litauen und Königlich Preußen (nicht zu verwechseln mit dem Herzogtum Preußen, ab 1701 Königreich Preußen), in einen einheitlichen Staat (Realunion) beschlossen. Während der politische Zusammenschluss von Polen und Litauen einvernehmlich geschah, erfolgte die Angliederung des bis dahin autonomen Königlich Preußen an den Doppelstaat unter König Sigismund II. August durch dessen Dekret vom 16. März 1569 auf dem Lubliner Reichstag gegenüber den preußischen Volksvertretern unter Androhung von Strafen bei Zuwiderhandlung.
Das neue Staatsgebilde war im Prinzip zunächst ein Bundesstaat mit einheitlicher Gesetzgebung, Amtssprache (Polnisch und Latein) und Währung, einem Parlament (Sejm) und einem Monarchen als Oberhaupt. Gewisse Rechte ließen sich dabei angesichts der Mehrheitsverhältnisse sowohl Litauen als auch das Königliche Preußen garantieren: Heerwesen, Ämter, Finanzen und Recht blieben getrennt. Ruthenisch und Deutsch blieben in den jeweiligen Regionen offizielle Landessprachen.
Eingeführt wurde die Wahlmonarchie, fortan lag die Macht im Staat zum überwiegenden Teil in den Händen des polnischen Land- und Hochadels sowie einiger litauischer Magnaten, die sich jedoch mit der Zeit polonisierten. Die Freien Städte des Königlichen Preußen waren ebenso im Sejm vertreten. Zu ihnen gehörten vor allem Danzig, das eine große Bedeutung als wichtigster Hafen des Landes hatte, Thorn und Elbing.
In der Adelsrepublik wurde der größere Landesteil, bestehend aus dem Königreich Polen und dem Königlichen Preußen, im Allgemeinen die Krone (Korona) genannt, während der kleinere, litauische Teil Litauen (Litwa) hieß. Die bis dahin in Litauen geltende Amtssprache, das Ruthenische, wurde in manchen Domänen immer mehr vom Polnischen verdrängt. Auch die Führungsschicht der Magnaten polonisierte sich, wodurch auch der Calvinismus zurücktrat.
Die Unionsakte von Brest von 1595/1596, durch die die orthodoxe Kirche im Unionsstaat dem Primat des Papstes unterstellt wurde, rundete die Realunion ab.
Das Denkmal der Union von Lublin auf dem Litauischen Platz in Lublin wurde 1828 enthüllt.